# Nelo lippa
Nelo lippa là một loài bướm đêm trong họ Geometridae.